# Cachoeirinha
Cachoeirinha – miasto i gmina w Brazylii, w stanie Rio Grande do Sul. Znajduje się w mezoregionie Metropolitana de Porto Alegre i mikroregionie Porto Alegre.
W mieście ma siedzibę klub piłkarski EC Cruzeiro.